# Nataša Pirc Musar
Nataša Pirc Musar (Ljubljana, 1968. május 9. –) szlovén újságíró, ügyvéd és politikus, 2022 decemberétől Szlovénia első női államfője.

## Élete
Pirc Musar Ljubljanában született, de gyermekkorát az ország északi részén, Kamnikban töltötte.
A Ljubljanai Egyetemen szerzett jogi diplomát, de a pályáját újságíróként kezdte. Hat éven át az állami televízió hírműsorait vezette, majd a magánkézben lévő POP TV-ben a 24UR című hírmagazin arca volt.
Az ezredfordulón az Aktiva Group nevű cégnek lett a kommunikációs vezetője, ahol férje, Ales Musar is dolgozott. 2003-tól ő volt a szlovén legfelső bíróság tájékoztatási központjának igazgatója, majd Janez Drnovšek akkori államfő javaslatára a parlament közérdekű információkkal foglalkozó biztosa lett.
2015-ben a Bécsi Egyetemen doktori címet szerzett. Ugyanebben az évben megnyitotta saját, csak nőket foglalkoztató, kilencfős ügyvédi irodáját. Egyik ismert ügyfele Melania Trump, Donald Trump egykori amerikai elnök szlovén származású felesége volt, akiről előbb hazájában, majd a nemzetközi sajtóban is azt híresztelték, hogy fiatalkorában escortlányként kereste kenyerét, s így ismerkedett meg leendő férjével is. A brit lapok neki köszönhetően visszavonták a lejárató cikkeket.
A munka mellett megalapította az Ő tudja nevű társaságot, amelynek célja a tudós és szakértő nők támogatása volt pályájukon. 2015–2016-ban Pirc Musar volt a Vöröskereszt szlovéniai elnöke is.
A 2022-es elnökválasztáson független jelöltként indult, de egyértelmű volt, hogy a baloldali, liberális kormány is támogatja őt Anze Logar egykori konzervatív külügyminiszter ellenében. Kampányának nem használt, hogy azt az egyik leggazdagabb szlovén üzletemberré vált férje irányította. Musar ugyanis vagyonát különféle offshore cégek beiktatásával sokszorozta meg.
Egy fiuk van, a házaspár tulajdonában van az ország egyik legszebb kúriája, az Orosz Dácsa, és van egy olyan 1971-es Rolls-Royce-uk is, amelyet II. Erzsébet brit királynő egyik első unokatestvére, Alexandra hercegnő számára gyártottak.
Az első fordulóban Pirc Musar hét százalékponttal elmaradt Logar mögött, a másodikban azonban magabiztos győzelmet aratott, részben azért, mert ellenfelét súlyos teherként nyomta, hogy fő támogatója az Orbán Viktorhoz közel álló Janez Janša volt.

## Politikai programja
Nataša Pirc Musar köztársasági elnökként Európa magjához, az emberi jogokat tisztelő államokhoz kívánja újra csatlakoztatni Szlovéniát. Elődjével, Borut Pahorral ellentétben tevékeny szerepet kíván vállalni: 

„Sohasem hallgattam, amikor meg kellett szólalni, ez különösen igaz volt az utóbbi két évben. Miután Janez Jansa került kormányra, a szemünk láttára kezdett szétesni a jogállam. A jövőben sem hagyom szó nélkül, ha megsértik az emberi jogokat, vagy ha valaki meg akarja nyirbálni a demokráciát”

– Natasa Pirc Musar

Példaképének az egykori ír államfőt, Mary Robinsont tartja.

## Hobbi
Húsz éve gyűjt bagolyfigurákat, e madarat ő is a bölcsesség jelképének tekinti. Szeret bowlingozni, és gyakran ül motorkerékpárra is.

## Forrás
- HVG – Natasa Pirc Musar, úttörő szlovén elnöknő (fizetős hozzáférés)